# 蝕日風暴
《蝕日風暴》（英語：Shadow of Justice）前名《追捕》，是寰亞電視節目製作（香港）有限公司與優酷信息技術（北京）有限公司拍攝製作的香港電視劇，由張智霖、薛凱琪及王陽明領銜主演，並由陳瑾如、李思函、梁漢文、梁靖琪、Poyd、秦沛、許紹雄、劉兆銘、羅家英、盧惠光、林嘉華、郭政鴻、麥長青、朱鑑然及吳肇軒主演，梁家樹監製。劇集共有36集，每集大約45分钟。劇集主要場景為香港，亦遠赴匈牙利和馬來西亞拍攝外景。
劇集於2018年9月19日於中國大陸的優酷網首播，而香港地區則由2018年9月22日起於Viu OTT平台香港地區獨家播出，2022年10月17日起，在香港開電視→HOY TV播出。

## 平台
| 频道                      | 所在地   | 播出日期       | 播出时间                                                             |
| 優酷                      | 中国大陆 | 2018年9月19日  | 非會員星期一至四24:00更新 VIP會員星期一至四22:00更新，首週提前看四集 |
| Astro華麗台 Astro華麗台HD | 马来西亚 | 2018年9月24日  | 星期一至五 21:30 - 22:30                                             |
| HUB娛家戲劇台             | 新加坡   | 2018年10月26日 | 星期一至五 20:00 - 21:00                                             |
| KKTV                      | 臺灣     | 2018年9月22日  | 星期一至日 20:00更新                                                 |
| LiTV 線上影視             | 臺灣     | 2018年9月      |                                                                      |
| 愛奇藝台灣站              | 臺灣     | 2018年9月22日  | 星期六 24:00更新                                                     |
| Viu                       | 香港     | 2018年9月22日  | 星期六 24:00更新                                                     |
| HUB戲劇首選               | 新加坡   | 2018年9月22日  | 星期六 24:00更新                                                     |
| Astro Go/On Demand        | 马来西亚 | 2018年9月22日  | 星期六 24:00更新                                                     |
| 新傳媒U頻道               | 新加坡   | 2020年6月12日  | 星期一至五 22:00 - 23:00                                             |
| HUB都会台                 | 新加坡   | 2021年1月4日   | 星期一至五 22:30 - 23:30                                             |
| 新傳媒8頻道               | 新加坡   | 2022年2月10日  | 星期一至五 23:00 - 00:00                                             |
| 香港開電視→HOY TV         | 香港     | 2022年10月17日 | 星期一至五 21:30 - 22:30                                             |

## 故事大綱
香港警方毒品調查科督察凌風（張智霖飾）和他的下屬兼好友、毒品調查科警長樊毅（王陽明飾）是肝膽相照的好兄弟，兩人合力在香港搗破了一夥境外販毒集團，並奉命押送販毒集團首腦Tank（盧惠光飾）回馬來西亞受審。不料在馬來西亞，兩人遭受毒販伏擊，Tank被劫，凌風負傷，樊毅下落不明。凌風被控串通毒販，出賣警隊。為洗清自己的冤屈，凌風潛逃馬來西亞，尋找真相。凌風曾經的暗戀對象、樊毅的未婚妻簡文珊（薛凱琪飾）是警隊重案組督察，她發誓要追捕凌風歸案，為樊毅報仇。凌風在馬來西亞遇到和Tank有深仇的神秘少女林音（梁靖琪飾），林音幫他躲避追捕。簡文珊在追捕凌風過程中，漸漸明白凌風是被陷害的，於是三人合作，調查Tank集團。正當調查日益深入時，三人在山洞中終於發現了被囚禁的樊毅！樊毅性命無虞，簡文珊大喜過望。凌風也因樊毅的證詞而被證實無罪，但他卻意識到兄弟有些變化……

## 角色列表

### 警察
| 演員                        | 角色       | 簡介 | 出場集數                      | 出現地區                 | 角色最終狀況 |
| 張智霖 （國語配音：張藝）   | 凌 風      | 凌督察、阿風、風Sir 毒品調查科督察 樊毅之上司兼好友，後反目 康Sir之下屬 曾暗戀簡文珊，後讓愛(第7集) 簡文珊之男友 於第1集被以為出賣警方，與毒梟勾結 於第1集誤槍擊樊毅 於第2集逃獄並潛逃到馬來西亞，成通緝犯 於第3集識穿簡文珊與郭Sir的計劃，並揭發製毒工場 於第3集被林音绑架和軟禁 於第4集與簡文珊化敵為友 於第4集得悉Tank藏身處 於第4集發現國際刑警有內鬼及黑警 於第5集與簡文珊喬裝夫婦 於第5集在山洞救回樊毅，並被押返香港 於第6集假裝再潛逃，被香港警方控告逃獄、襲警、越押潛逃 於第6集成為康Sir及劉Sir計劃中的臥底，於獄中收集情報 於第6、7集利用士多，後反目 於第7集與林音合作，並實行plan b 於第8集設計將雞翼送進監獄，並搧動洪勝及利興兩大社團 於第8集揭發被Max打毒針 於第9集以居禮夫人暗示予張搏洋會被利興出賣 於第9集挑起洪勝與利興之爭執 於第10集再救簡文珊 於第10集出獄，並被徹銷控訴，回復警察身份 於第11集拯救林音及Dada 於第12集被樊毅游說放下底線，為凌雪換黑市腎，險同意，反被凌雪游說打消念頭 於第13集懷疑樊毅為Gatekeeper 於第15集懷疑樊毅於馬來西亞致電通知飛機，並於閉路電視發現購買電話卡的是樊毅 於第15集發現樊毅一切，並同意雙重間諜方案 於第16集幫助陳麗萍暗中調查投資公司，誤查到樊毅之罪證 於第19集因龍達匡失蹤及被殺，與樊毅徹底反目 於第20集與簡文珊懷疑康嘉良為黑警 於第20集從傻姑、陳麗萍及高佬之口供得悉樊毅與龍達匡失蹤案有關 於第22集協助簡文珊逃出警察追捕 於第23集破解康嘉良給予其的密碼，得悉其調查高桌會之錄音，並聯絡黑客Colvin 於第24集被高桌會陷害而停職 於第24集與簡文珊逃到馬來西亞會合Colvin 於第25集險被Tank所殺，獲林音所救 於第25集追蹤Colvin到布達佩斯 於第26集遇上自稱Colvin的外籍金髮美女及聶仁龍 於第26-27集破解Colvin留下之證據 於第28集與簡文珊被聶仁龍軟禁 於第28集吻下簡文珊，將晶片交給其 於第29集在警署門口指證樊毅為殺死龍達匡之兇手，後因通緝犯身份被捉拿，並困在羈留室，實際上與簡文珊已合謀 於第29集求樊毅向高桌會拿救凌雪之解藥 於第30集與劉Sir合作，逃出羈留室，險被洪Sir指使之殺手所殺 於第30集得劉Sir及保安局局長協助，召集陳俊賢、大Dee、阿力、豪仔、小麗，與簡文珊一起成立特別行動小組，調查高桌會及黑警案 於第32集被樊毅軟禁，後獲聶仁龍手下救出逃脫 於第33集在觀塘耀安工業大廈發現Anti-Yaba，後親嘗解藥，再託陳俊賢餵給凌雪吃 於第33集被樊毅買兇襲擊，險被殺，獲簡文珊及大Dee等人所救 於第33集被黑市醫生偷襲，後逃脫 於第34集提出要將小組之秘密基地遷移 於第35集潛入高桌會，破解密碼，並以身犯險得悉翁振中之硬碟密碼，以暗號告知簡文珊 於第36集不被律政司起訴，惟復職機會微 於第36集被險被歐洲高桌會殺手暗殺，與簡文珊到布達佩斯找聶仁龍 於第36集向簡文珊示愛 於第36集向聶仁龍私下交易，以簡文珊安全為由，遂被逼為歐洲高桌會辦事 於第36集顯示一年後因為高桌會殺人而成為罪犯之一，仍暗自到香港找尋簡文珊，但沒有向對方現身 | 1-36                          | 香港 · 马来西亚 · 匈牙利 |              |
| 薛凱琪 （國語配音：王曄雯） | 簡文珊     | Madam Kan、簡督察、阿珊 重案組督察 劉Sir之下屬 曾喜歡凌風，為樊毅之追求對象(第7集) 樊毅之未婚妻，後分手 簡卓廷之女 唐可如、裴天成之好友，後反目 凌風之女友 Paul少之天敵 於毒品案期間與凌風合作無間 於第2集追蹤凌風到馬來西亞 於第3集與凌風化敵為友 於第4集得悉Tank藏身處 於第4集被Tank囚禁，獲凌風及林音所救 於第5集與凌風喬裝夫婦 於第5集與凌風合作救回樊毅 於第5集得悉康Sir及劉Sir的計劃並於第6集為凌風的接頭人 於第7集發現林音盜用凌雪之身分證與凌風見面 於第7-9集與林音合作 於第9集設計樊毅進監獄協助凌風 於第9集發現張搏洋為藥劑師身份 於第10集獲凌風所救 於第16集得悉樊毅一切，拒絕與其之婚事 於第18集與唐可如反目 於第19集與樊毅徹底反目 於第20集與凌風懷疑康嘉良為黑警 於第22集被高桌會指使打其迷暈針 於第22集被高桌會陷害而停職，被懷疑殺害康嘉良及因逃走而成通緝犯 於第23集險被高桌會之殺手金星所殺，獲凌風所救 於第24集與凌風逃到馬來西亞會合Colvin 於第25集險被Tank所殺，獲林音所救 於第25集追蹤Colvin到布達佩斯 於第26集遇上自稱Colvin的外籍金髮美女及聶仁龍 於第28集與凌風被聶仁龍軟禁 於第28集接到凌風交託之晶片，並交予陳俊賢破解晶片之秘密 於第29集懷疑王Sir、劉Sir及洪Sir等為黑警，逐一測試，終確認洪Sir為黑警 於第29集將劉Sir引到秘密地方，並透露其計劃 於第30集求樊毅救唐可如 於第30集得劉Sir及保安局局長協助，召集陳俊賢、大Dee、阿力、豪仔、小麗，與凌風一起成立特別行動小組，調查高桌會及黑警案 於第32集被樊毅軟禁，後獲聶仁龍手下救出逃脫 於第33集在觀塘耀安工業大廈發現Anti-Yaba 於第33集帶凌風到黑市醫生包紮傷口，險被黑市醫生偷襲，獲凌風所救 於第34集提出懸紅一億作破解高桌智之密碼 於第35集幫助凌風潛入高桌會，並破解了凌風留下之暗號，取得翁振中之硬碟及犯罪資料 於第36集在晶片後門中發現歐洲高桌會之犯罪證據，險被聶仁龍派遣殺手暗殺 於第36集欲與凌風到布達佩斯找聶仁龍 於第36集發現凌風之蹤影 | 1-36                          | 香港 · 马来西亚 · 匈牙利 |              |
| 王陽明 （粵語配音：何承駿） | 樊 毅      | 毒品調查科警長，後停職，其後復職，再停職後為毒品調查科見習督察 高桌會成員 凌風之下屬 凌風之天敵 凌風之好友，後反目 簡文珊之未婚夫，後分手 陳麗萍之子 被Tank收買及要脅 Nicky仔之債務人 嫉妒凌風 於第1集被Tank及Max脅持 於第2集失蹤 於第5集被凌風、簡文珊及林音救回香港 於第7集通過心理測試，回復警察身份 於第7集破獲製毒工場，實由Tank放料 於第7集與Tank聯絡，並揭發兩度合作 於第8集被飛機慫恿接受600萬幫助Tank之犯罪集團以救欠債之陳麗萍 於第8集揭發收受賄款，在元朗藏毒案暗中協助Tank逃走，在馬來西亞亦暗中協助Tank逃獄，並假裝被脅持 於第8集揭發得悉Tank將殺線人飛機，通知其逃走 於第8集揭發與Tank及Max合謀，暗中解救凌風及簡文珊，並借普差聯絡林音救凌風 於第8集知悉康Sir之臥底計劃 於第9集進入監獄，假裝與凌風不和 於第9集挑起洪勝與利興之爭執 於第10集再為Gatekeeper，被Tank要脅，將張搏洋推上Tank及頒差指定之救護車 於第10集出獄，並回復警察身份 於第10集與其母再被Tank強行收買 於第11集被裴天成帶進上流社會，結識Paul少 於第12集堅拒入住簡家大宅 於第12集游說凌風放下底線，為凌雪換黑市腎 於第12集向警方隱瞞Gatekeeper 於第13集向裴天成暗示得悉其殺害張博洋 於第14集被揭示於馬來西亞通知飛機將被Tank指使所殺 於第15集應徵督察 於第15集欲銷毀證據，被凌風發現及得悉一切，後同意雙重間諜方案，並向康Sir自首 於第16集被簡文珊拒絕婚事 於第16集為求復職，再出賣簡文珊，偷看其手機短訊，供裴天成救Paul少 訴第17集在裴天成操作下，直升督察 於第17集與裴天成合作﹐成為黑警 於第18集請求裴天成，欲加入其組織 於第19集經組織協助，破獲大型毒品案 於第19集經裴天成介紹下加入高桌會 於第19集經組織協助從凌風及簡文珊手上接手晨光書院一案 於第19集燒毀晨光書院之犯罪證據，被龍達匡發現，後殺人滅口，晚上再回到後山處理其屍體 於第25集暗中通知Tank的位置予林音復仇 於第25集原定捉拿凌風及簡文珊，卻心軟放走了二人 於第26集脅逼私家偵探不再幫助簡卓廷 於第26集說服Max與其合作 於第29集出賣裴天成，向翁振中通知其與Vincent聯絡，欲加入新加坡高桌會一事 於第29集求凌風交出晶片予高桌會作交換條件 於第30集因簡文珊請求，向翁振中提出救唐可如一命，以換取Anti-Yaba之配方 於第31集借唐可如得到Anti-Yaba配方，交予翁振中，並介紹唐可如加入高桌會 於第31集得悉秘書行動小姐之成員 於第32集軟禁凌風 於第32集設局將凌風及簡文珊一網成擒 於第32集為報仇，給予假口供，稱凌風殺害其母 於第33集分別買兇及親自襲擊林音及凌風 於第34集被翁振中指使於醫院殺死大Dee，再將發現其出現之高佬殺死，被Man發現曾出現 於第35集從遠處狙擊，槍殺林音 於第36集被香港警方通緝，分別與簡文珊與凌風對質，被勸服 於第36集終讓愛，成全凌風與簡文珊 於第36集欲自首，被警方包圍及槍殺 | 1-2，5-36                     | 香港 · 马来西亚          | 已死亡       |
| 林嘉華                      | 康嘉良     | 康Sir 毒品調查科警司 前重案組督察 沈子君之夫 凌風、樊毅之上司 劉智輝之前同組拍檔 於第5集計劃以凌風作臥底，於獄中收集情報 於第15集同意凌風及樊毅之雙重間諜方案 於第20集被凌風及簡文珊誤會是黑警 一直與簡卓廷暗中聯絡，共同查探高桌會 10年前首先到達綁架案兇案現場，證實王亦安已逝世 於第21集得悉翁振中為高桌會重要人物 於第22集被職業殺手金星殺害，中槍前向金星打中一槍，死前將刻有電郵密碼的戒指交予凌風 於第23集收藏的錄音提到調查王亦安綁架案及高桌會一事 與黑客柯文以遊戲機互通消息作調查高桌會 | 1-8,10-23                     | 香港                     | 已死亡       |
| 郭政鴻                      | 劉智輝     | 劉Sir 重案組警司 簡文珊之上司 康嘉良之前同組拍檔 於第28集接管毒品調查科 於第29集被簡文珊懷疑黑警，後與其合作 於第30集得保安局局長協助，與凌風及簡文珊成立特別行動小組，以調查高桌會及黑警案 於第35集協助簡文珊破解凌風留下之暗號 於第35集向保安局局長報告，取得搜查令及拘捕令，搜查高桌會及拘捕洪磊 於第36集包圍樊毅 於第36集收到凌風之檔案，得知其成為了罪犯 | 2-6,9,14,19,21-25,28-32,35-36 | 香港 ·                   |              |
| 沈震軒                      | 阿 光      | 馬來西亞華僑 馬來西亞督察 凌風、樊毅之好友 於第1集Tank逃獄後於警署的生還者 於第2集被停職，聲稱被誤為凌風同黨，轉行的士司機，實為捉拿凌風 於第3集與簡文珊及郭Sir合作，追捕凌風 於第3集揭發製毒工場 於第5集回復警察身份 | 1-5,25                        | 马来西亚                 |              |
| 王敏德                      | Stone Wong | 王Sir 飛虎隊之頭目 | 1-2                           | 香港 ·                   |              |
| 陳啟泰                      | 郭Sir      | 國際刑警 黑警 於第1集扣留Tank 於第25集被樊毅得悉為高桌會辦事 於第25集追捕凌風及簡文珊 於第36集被國際刑警拘捕 | 1-5,25                        | 马来西亚                 |              |
| 朱鑑然                      | 陳俊賢     | 三八 毒品調查科警員 凌風之下屬 為簡文珊提供線索 追求凌雪 於第13集於凌雪昏迷時表白 於第17集誤將張碩海當情敵 於第18集被凌風誤會與報案室師妹有感情關係 於第19集被凌雪斥責，誤會其拒愛，決心暗中保護其 於第24集破解金星之手機，得悉殺人網絡 於第26-27集與凌風互通消息及證據 於第28集不欲與樊毅合作，向樊毅辭職 於第28集破解凌風及簡文珊帶回香港之晶片 於第29集求張碩海買Yaba3，險喂食Yaba3給予凌雪，被林音阻止 於第30集加入保安局局長、劉Sir、凌風及簡文珊成立之專案小組，以調查高桌會及黑警案 於第31集得悉假王亦安為幕後買兇殺康嘉良 於第34集與樊毅對質，被劉Sir勸服 於第36集成為毒品調查科之督察 | 1,3-7,10-22,24,26-36          | 香港 ·                   |              |
| 林家熙                      | 阿 力      | 重案組之警員 簡文珊之下屬 於第22集協助簡文珊逃出警察追捕 於第30集加入保安局局長、劉Sir、凌風及簡文珊成立之特別行動小組，以調查高桌會及黑警案 於第36集被歐洲高桌會之殺手軟禁及暗殺 | 1-3,12-24,28-35-36            | 香港                     | 已死亡       |
| 陳少邦                      | 大Dee      | 重案組之警員 簡文珊之下屬 於10年前與康嘉良調查王亦安綁架案 於第22集協助簡文珊逃出警察追捕 於第30集加入保安局局長、劉Sir、凌風及簡文珊成立之特別行動小組，以調查高桌會及黑警案 於第33集被樊毅及高桌會威脅，偷取晶片，為家人安全出賣行動小組，被簡文珊勸服交回晶片 於第33集因救凌風及簡文珊受重傷 於第34集被樊毅所殺 | 1-3,12-24,28-34               | 香港                     | 已死亡       |
| 楊鴻俊                      | 豪 仔      | 毒品調查科警員 凌風之下屬 於第30集加入保安局局長、劉Sir、凌風及簡文珊成立之特別行動小組，以調查高桌會及黑警案 | 1,4-7,10-24,28-36             | 香港                     |              |
| 漢 研                       | 高 佬      | 毒品調查科警員 凌風之下屬 於第18集發現凌風及簡文珊一起，誤會凌風為樊毅及簡文珊之第三者 其妻子曾出軌 於第19集為樊毅之下屬 於第34集被樊毅所殺 | 1,4-7,10-22,27,29,32,34       | 香港                     | 已死亡       |
| 麥少瑜                      | 小 麗      | 毒品調查科警員 凌風之下屬 於第11集進入夜總會偷拍張碩海 於第30集加入保安局局長、劉Sir、凌風及簡文珊成立之特別行動小組，以調查高桌會及黑警案 於第33集被樊毅要脅偷取晶片，換取祖母之安全，惟最終沒有出賣行動小組 於第36集被歐洲高桌會之殺手軟禁，險被殺，終獲救 | 1,4-7,10-24,28-36             | 香港                     |              |
| 李鴻傑                      | 獄警長     | | 7-10                          | 香港                     |              |
| 邵仲衡                      | 洪 磊      | 洪Sir 总警司、黑警 於第29集被簡文珊懷疑黑警，後因派人跟蹤及收買殺手，被其確認 於第30集揭示與聶仁龍合作 於第32集得悉秘密行動小組之成員 於第34集欲捉拿凌風及簡文珊，被保安局局長制止 於第35集被劉智輝帶同拘捕令拘捕 | 24-25,29-32,34-35             | 香港                     |              |
|                             | 王Sir      | 商業罪案調查科 調查簡氏 於第16集被凌風請求協助 | 16                            | 香港                     |              |

### 簡氏藥業
| 演員                        | 角色   | 簡介 | 出場集數                    | 出現地區 | 角色最終狀況 |
| 秦 沛                       | 簡卓廷 | 簡氏藥業之主席 簡文珊之父 裴天成、唐可如之上司 欣賞張博洋 裴天成之師父，後於第9集起被其出賣 於第15集發現有人惡意收購簡氏股份 於第15集被裴天成設計，為普通股東 於第16集得悉裴天成之陰謀 於第18集發現陳先生僅為傀儡主席 與康嘉良暗中聯絡，共同查探高桌會 於第21集我悉裴天成利用簡氏研發Yaba3 於第22集奪回大股東身份，並回復主席身份 於第24集將簡氏藥業放予高桌會，實際上以身犯險調查高桌會 於第27集被裴天成陷害，使其被證監會調查 於第28集告知簡文珊高桌會之秘密 於第34集被翁振中威脅吞下毒藥而死 | 3，6-9,11-18,22-28,31,33-34 | 香港 ·   | 已死亡       |
| 梁漢文                      | 裴天成 | 簡氏藥業之行政總裁 簡文珊、Paul少之好友 簡卓廷之下屬，後出賣其 唐可如之男友 於第3集起以其秘書為情婦 於第5集與翁振中勾結 高桌會成員 於第7集指使燒毀簡氏藥業給警方的化驗報告 張博洋之同門 妒忌張博洋之才華 於第11集軟禁張博洋，為其研製Yaba3 於第11集被翁振中領進高桌會 於第11集起帶樊毅進入上流社會 於第12集殺害張博洋 偷取張博洋研製之Yaba3，並繼續實驗 於第12集與潤生藥業設計簡氏藥業 於第13集以高桌會協助樊毅，使其不再被Tank騷擾 於第18集向樊毅提出其20歲追求女人、30歲追求金錢、40歲追求權力論 於第18集控制簡氏藥業作研究Yaba3之用 於第22集陷害簡氏，與高桌會及樊毅合謀，使簡氏被疑製毒 於第28集疑樊毅出賣其 於第29集與Vincent見面，欲加入新加坡高桌會 於第30集因發現唐可如懷孕，終拒絕Vincent之邀請 於第30集被Vincent派遣殺手暗殺 於第31集獲翁振中追封為高桌會之VIP | 3-22,24-30                  | 香港 ·   | 已死亡       |
| 陳瑾如 （粵語配音：王慧珠） | 唐可如 | 律師 簡文珊之好友 裴天成之女友 簡卓廷之下屬 於第4集得悉裴天成有情婦 於第9及14集為裴天成出賣簡氏 於第30集懷孕，並欲進行終止懷孕手術，最後沒有做手術 於第30集被翁振中指使軟禁 於第30集獲樊毅所救，被游說交出Anti-Yaba下落 於第31集猜到裴天成將Anti-Yaba計劃藏於燈泡內，並與樊毅一起交予翁振中 於第31集加入高桌會 於第33集與樊毅合作，同時暗中查探翁振中仍不信任其二人 於第34集成為簡氏藥業之常務董事 於第34集告知簡文珊為報仇及查出何人殺死裴天成而進入高桌會 於第35集暗中告知簡文珊其發現高桌會之線索，實際上出賣其，與樊毅及高桌會合作捉拿凌風 於第36集放棄為高桌會再辦事 | 3-23,25,27,29-36            | 香港 ·   |              |

### 高桌會（High Table Club）
| 演員                        | 角色    | 簡介 | 出場集數                 | 出現地區        | 角色最終狀況 |
| 劉兆銘                      | 翁振中  | 香港高桌會之負責人 簡卓廷之天敵 於第28集與聶仁龍會面 於第31集被疑殺死裴天成，實際上知悉兇手是洪Sir 於第31集被特別行動小組發現為Mr.K買兇殺康嘉良 於第34集威脅簡卓廷吞下毒藥 於第35集設局引誘凌風進入高桌會，實際上捉拿伊，並欲槍殺之 於第35集逃走 於第36集誤聽聶仁龍之話逃走，得悉其會員全被拘捕，再沒人為其辦事，被其誤導，終後於走樓梯上天台時心臟病發去世 | 4,9,11,19-22,24-25,27-36 | 香港 ·          | 已死亡       |
| 梁漢文                      | 裴天成  | 參見簡氏藥業 |                          | 香港 ·          | 已死亡       |
| 張 雷                       | 鄭榮熙  | 老鄭 高桌會成員 Paul少之父親 陷害簡氏藥業及簡文珊 | 25,29-30,34              | 香港 ·          |              |
| 區軒瑋                      | 李德修  | 高桌會成員 | 15,17,19,25,29-30,34     | 香港 ·          |              |
| 梁健平                      | 王亦安  | 高桌會成員 假冒王亦安﹐真王亦安早於綁架案中死去 假冒新輝煌企業之主席 於第31集被凌風及簡文珊等發現其為買兇殺康嘉良，被翁振中教唆將罪名推在簡卓廷身上 於第34集被劉Sir威逼供出高桌會次解碼方法 | 19,24,29-31,34           | 香港            |              |
| 王陽明 （粵語配音：何承駿） | 樊 毅   | 參見警察 |                          | 香港 · 马来西亚 |              |
| 陳啟泰                      | 郭Sir   | 國際刑警 黑警 參見警察 |                          | 马来西亚        |              |
| 羅家英                      | 聶仁龍  | 欧洲高桌会之负责人 假冒Colvin父親，訛稱被高桌會陷害之受害人 收買外籍金髮美女假冒Colvin 假裝解救凌風及簡文珊以取得信任 於第28集軟禁凌風及簡文珊，並逼凌風將晶片交出，其後放走二人 一直期望借凌風及簡文珊打擊翁振中 一直期望Yaba計劃胎死腹中 於第32集派遣助手將凌風及簡文珊從樊毅手上救出 於第34集繼續協助凌風及簡文珊解除晶片對付翁振中，以及告知高桌會之秘密基地 於第35集繼續以神秘人身份告知凌風等人線索捉拿翁振中 於第36集欣賞凌風，將凌風收歸旗下，指其之底線太高，要其為高桌會辦事，包括殺人，才放過簡文珊 | 26-28,30,32,34,36        | 匈牙利 · 香港   |              |
| 李凱賢                      | Vincent | 新加坡高桌會之負責人 於第29集登場 於第29集邀請裴天成加入新加坡高桌會 於第31集與翁振中見面 | 29,31                    | 香港            |              |

### 凌家
| 演員                        | 角色  | 簡介 | 出場集數              | 出現地區                 | 角色最終狀況 |
| 張智霖                      | 凌 風 | 參見警察 |                       | 香港 · 马来西亚 · 匈牙利 |              |
| 李思函 （粵語配音：石梓晴） | 凌 雪 | 凌風之妹 患有腎病 三八之追求對象 於第13集拒絕黑市腎，游說凌風不要放下底線，同集成功換腎 於第17集到晨光書院義教 小時怕狗，大時喜歡狗 於第26集得悉龍達匡已死，同集與陳俊賢成為情侶 於第27集被高桌會綁架及軟禁，被喂食Yaba3 於第28集被高桌會放走 於第29集染上Yaba3之毒癮 於第31集欲自殺，被凌風所救，被送到張碩海家中 於第33集服食Anti-Yaba後復原 | 1-7,10-22,24,26-33,36 | 香港 ·                   |              |

### 簡家
| 演員   | 角色   | 簡介         | 出場集數 | 出現地區                 | 角色最終狀況 |
| 秦 沛  | 簡卓廷 | 參見簡氏藥業 |          | 香港 ·                   | 已死亡       |
| 薛凱琪 | 簡文珊 | 參見警察     |          | 香港 · 马来西亚 · 匈牙利 |              |

### 樊家
| 演員                        | 角色   | 簡介 | 出場集數                 | 出現地區        | 角色最終狀況 |
| 陳安瑩                      | 陳麗萍 | 樊毅之母 賭徒 於第15集為霞姨作擔保人 於第16集請求凌風幫忙調查投資公司 於第32集被林音劫走，後因樊毅手下開槍，終中流彈而死 | 5-6,10,13,15-16,21,23,32 | 香港            | 已死亡       |
| 王陽明 （粵語配音：何承駿） | 樊 毅  | 參見警察 |                          | 香港 · 马来西亚 |              |

### 康家
| 演員   | 角色   | 簡介 | 出場集數 | 出現地區 | 角色最終狀況 |
| 林嘉華 | 康嘉良 | 參見警察 |          | 香港 ·   | 已死亡       |
| 車婉婉 | 沈子君 | 維港日報資深記者 36歲 康嘉良之妻 只出現在回憶中 調查王亦安綁架案，找到王亦安之司機及身邊人，在其報章撰寫專題 因調查高桌會被毒害 2017年5月28日失蹤 發現高桌會派人暗中跟蹤其，因中蓖麻毒素致死，於觀塘海濱碼頭之餐廳倒斃 | 21-23    | 香港     | 已死亡       |

### 張家
| 演員   | 角色   | 簡介 | 出場集數                  | 出現地區 | 角色最終狀況 |
| 麥長青 | 張博洋 | 綠叔 藥劑師 簡氏藥業之前員工 簡卓廷之前下屬 於歐洲讀書，高材生，主修藥物化學，曾奪獎學金，曾於外國為實驗助理 曾得悉其妻出軌 因殺害妻子而被判入獄 被魏良辰以兒子安全作威脅 為魏良辰之利興社團製毒 制毒专家 為社團設計Yaba及YabaX 张硕海之父 於第9集被簡文珊揭發為藥劑師 於第10集被頌差所傷，再被林音搶去，再交予裴天成 於第11集被裴天成軟禁及威脅，並為其研製Yaba3 於第12集成功研製Yaba3，並反要脅裴天成 於第12集被裴天成殺死，奄奄一息之際向樊毅及凌風透露裴天成及Gatekeeper | 6-12                      | 香港     | 已死亡       |
| 吳肇軒 | 張碩海 | 碩仔 張博洋之子 與凌雪有感情線 於第7集被林音及Dada要脅 吸毒人士 於第12集被凌風教訓罵醒，痛改前非 於第17集為晨光書院之學生 凌雪之學生 讀書天才 喜歡種植 於第18集偷取金錢，被龍達匡教訓及維護 大學生 於第23集答允凌風讓簡文珊暫住 於第31集同意凌風將凌雪搬到其家中暫住 於第32-33集協助凌風等人得到Anti-Yaba，為陳俊賢把風以提供解藥予凌雪 | 7-12,17-20,23-24,29,32-33 | 香港     |              |

### 與案件有關人物

#### 香港元朗毒品案（第1,8集）
| 演員                        | 角色  | 簡介 | 出場集數          | 出現地區        | 角色最終狀況 |
| 郭卓樺                      | Max   | Tank之同黨 囚禁樊毅 於第2集劫獄，救出Tank Tank之助手 狙擊手 於第1集與樊毅合謀 於第8集揭示曾向凌風打毒針 於第25集協助Tank要脅樊毅 於第25集看到Tank被殺後，即時逃走 於第26集到香港，欲襲擊樊毅，反被說服與其合作                                                                                                 | 1-4,25-27         | 香港 · 马来西亚 |              |
| 盧惠光                      | Tank  | 毒品案主腦 凌風、樊毅、林音之天敵 於第1集被捕，並由凌風、樊毅移交馬來西亞國際刑警 於第2集逃出監獄 於第7集繼續與樊毅聯絡 透過馬達慈善基金販毒 於第8集揭露兩個月前起一直要脅及控制樊毅作Gatekeeper 於第13集揭示聽命於高桌會及翁振中，並被裴天成要脅，不再騷擾樊毅 於第25集欲殺凌風及簡文珊，被林音遠距離狙擊所殺 | 1-4,7,10-11,13,25 | 香港 · 马来西亚 | 已死亡       |
| 王陽明 （粵語配音：何承駿） | 樊 毅 | 參見警察 |                   | 香港 · 马来西亚 |              |

#### 線人被殺案（第1,7-8集）
| 演員                        | 角色    | 簡介                                               | 出場集數  | 出現地區        | 角色最終狀況 |
| 灰 熊                       | 飛 機   | 凌風指示簡文珊之線人 Dada之男友 於第1集被殺        | 2,8       | 香港 ·          | 已死亡       |
| 楊天經                      | Nicky仔 | 樊毅之債权人 於第12集再收買樊毅 投資經紀JoJo之客人 | 7-8,12,16 | 香港            |              |
| 王陽明 （粵語配音：何承駿） | 樊 毅   | 參見警察                                           |           | 香港 · 马来西亚 |              |

#### 馬來西亞劫獄及樊毅失蹤案（第2-5,8,14集）
| 演員                        | 角色  | 簡介 | 出場集數              | 出現地區        | 角色最終狀況 |
| 郭卓樺                      | Max   | 參見香港元朗毒品案 |                       | 香港 · 马来西亚 |              |
| 盧惠光                      | Tank  | 參見香港元朗毒品案 |                       | 香港 · 马来西亚 | 已死亡       |
| 張智霖                      | 凌 風 | 參見警察 |                       | 香港 · 马来西亚 |              |
| 王陽明 （粵語配音：何承駿） | 樊 毅 | 參見警察 |                       | 香港 · 马来西亚 |              |
| 梁靖琪                      | 林 音 | 僱傭兵 與凌風化敵為友，與其有感情線 於第3集為獎金軟禁凌風 於第4集幫助凌風潛入警署偷取影片 Tank之天敵 於第4集險射殺Tank 於第7集到香港，偷取凌雪之身分證，借用其身分，並主動與凌風合作 Dada之好友 於第7-9集與簡文珊及凌風合作 於第10集收到裴天成之獎金，與Dada截上救護車並搶去張搏洋，交予裴天成，事成後致電警方通知其位置 於第11集向凌風坦白所有事情，並求助其救Dada 於第11集捉拿Tank手下，拯救Dada，險被Tank手下活埋 于第12集被凌風趕到救回 於第14集得悉是樊毅收買及指使於馬來西亞救凌風 喜歡凌風，於第17集表白 於第25集會合逃到馬來西亞的凌風與簡文珊 於第25集遠距離狙擊槍殺Tank及其同黨 於第25集協助凌風及簡文珊逃到布達佩斯 於第26集到香港欲保護凌雪 於第29集阻止張碩海及陳俊賢向凌雪喂食Yaba3 於第29集協助簡文珊軟禁洪Sir指使之殺手 於第32集劫走陳麗萍，以求換取凌風 於第33集險被樊毅槍殺 於第35集經陳俊賢通知協助凌風潛入高桌會 於第35集獨自拯救凌風，逃走時被樊毅狙擊槍殺 | 3-5，7-17,25,26-33,35 | 马来西亚 · 香港 | 已死亡       |

#### 監獄藏毒案（第6-10集）
| 演員                        | 角色   | 簡介 | 出場集數    | 出現地區        | 角色最終狀況 |
| 許紹雄                      | 龍達匡 | 達叔 凌風、凌雪之叔輩 因貪污被判入獄 於第19集被樊毅殺害 於第16集出獄 於第16集揭發所入職之公司走私電子零件 於第16集經凌雪介紹為晨光書院次雜工 於第18集拾得Yaba3藥丸，交予凌風化驗 於第19集欲提供破案資料與樊毅，卻發現其Gatekeeper身份，即表示欲同流合污，反被樊毅殺害 於第26集被釣魚客發現其屍體在海中 | 6-10,16-19  | 香港            | 已死亡       |
| 艾 威                       | 馬 添  | 火添哥 洪勝社團 黑社會老大 魏良辰之敵 於第9集欲與魏良辰合作 | 6-10        | 香港            |              |
| 麥長青                      | 張博洋 | 參見張家 |             | 香港            | 已死亡       |
| 黃竣鋒                      | 賴華偉 | 雞翼 洪勝社團 於第8集被凌風設計被送進醫院 | 6-10        | 香港            |              |
| 顧定軒                      | 紀文軒 | YP仔 被雞翼欺負 於第8集被魏良辰利用作試毒對象 於第10集發現魏良辰被殺 於第10集偷襲賴華偉，並救凌風及簡文珊 | 6-10        | 香港            |              |
| 張文傑                      | 周 泰  | 拳王 利興社團 | 6-10第32-33 | 香港            |              |
| 泰 臣                       | 阮家聲 | 士多 負責監獄廚房之工作 版利興社團利用廚房作運毒 凌風之利用對象，後反目 | 6-10        | 香港            |              |
| 張松枝                      | 魏良辰 | 良辰哥 利興社團 黑社會老大 為社團製作Yaba及YabaX 社團聽命於翁振中 馬添之敵 於第9集被頒差殺害 | 6-10        | 香港            | 已死亡       |
| 陳彼得                      | 頌 差  | 冬蔭功 於第8集以體內運毒進監獄 Annie之男友 殺害魏良辰，並嫁禍賴華偉 表面聽命於魏良辰，實聽命於Tank及翁振中 於第10集指使樊毅Gatekeeper身份應做之事 | 8-10        | 香港            |              |
| 張智霖                      | 凌 風  | 臥底 |             | 香港 · 马来西亚 |              |
| 王陽明 （粵語配音：何承駿） | 樊 毅  | 臥底 |             | 香港 · 马来西亚 |              |

#### 藥劑師失蹤及被殺案（第6-12集）
| 演員   | 角色   | 簡介               | 出場集數 | 出現地區        | 角色最終狀況 |
| 麥長青 | 張博洋 | 參見張家           |          | 香港            | 已死亡       |
| 盧惠光 | Tank   | 參見香港元朗毒品案 |          | 香港 · 马来西亚 | 已死亡       |
| 梁漢文 | 裴天成 | 參見簡氏藥業       |          | 香港 ·          | 已死亡       |

#### 模特兒被殺案（第13-15集）
| 演員                              | 角色   | 簡介 | 出場集數     | 出現地區 | 角色最終狀況 |
|                                   | Paul少 | 有錢仔 裴天成、唐可如之好友 Dickson、Thomas之好友 於第13集對Dada一見鍾情，因姦不遂，後殺害其 於14集被揭示付30萬收買侍應 於第15集被簡文珊逮捕，並提醒父親不要幫助簡卓廷 於第17集靠樊毅及裴天成幫助，險脫罪，由誤殺改判傷人 於第19集被簡文珊上訴，終定罪                                                                            | 3,7,11,13,15 | 香港 ·   |              |
| Poyd（Poyd） （粵語配音：張雪儀） | 陳文其 | DaDa 變性人 飛機之女友 林音之好友 於第11集被Tank手下劫走，作要脅林音，被凌風拯救 於第13集被前老闆游說參加富二代的泳池派對 於第13集被誤為吸毒致死，實被因姦不遂之Paul少殺害 於第13集由林音同意供腎臟予凌雪 死時被發現體內有Yaba毒品 被黑市醫生所害，不知情下吃下Yaba毒品，一直以為變性手術後吃的止痛藥 死前再被Paul少強行喂食Yaba3 | 7-13         | 香港     | 已死亡       |

#### 電子零件走私案（第16集）
| 演員   | 角色   | 簡介           | 出場集數 | 出現地區 | 角色最終狀況 |
| 許紹雄 | 龍達匡 | 參見監獄藏毒案 |          | 香港     | 已死亡       |

#### 戒毒中心試毒及被殺案（第16-20集）
| 演員   | 角色   | 簡介 | 出場集數 | 出現地區 | 角色最終狀況 |
| 鮑康兒 | 程曉恩 | 晨光書院之學生 試毒之對象 周柏健之女友 18歲 於第16集在街上遊蕩，聲稱找尋其男友周柏健 於第20歲出院 | 16-17,20 | 香港     |              |
| 黃華和 | 蔣兆波 | 蔣主任 晨光書院之主任及負責人 與港達慈善基金有聯繫及販毒 聽命於翁振中 安排晨光書院學生作試毒對象 於第18集欲收買龍達匡 於第19集指使晨光書院學生將犯罪文件丟到後山 於第20集欲沖走有犯罪證據之USB 於第20集因中蓖麻毒素致死 | 17-20    | 香港     | 已死亡       |
| 吳肇軒 | 張碩海 | 參見張家 |          | 香港     |              |
| 吳浣儀 | 傻 姑  | 精神病患者 於第19集發現龍達匡之屍體，並告知凌風 於第19集目睹樊毅於晚間進入後山 曾被蔣主任責罵及趕出晨光書院 | 17,19-20 | 香港     |              |
| 許紹雄 | 龍達匡 | 參見監獄藏毒案 |          | 香港     | 已死亡       |
|        | 周柏健 | 晨光書院之學生 程曉恩之男友 無故失蹤 試毒之對象 被蔣主任喂食未研製成功之Yaba3 因吃過量Yaba3致死 被埋屍於後山 晨光書院上下被蔣主任脅逼隱藏其身份                                                                         | 20       | 香港     | 已死亡       |
| 張亮星 | 林偉思 | 晨光書院之學生 試毒之對象 被蔣主任聲稱已戒毒成功離開晨光書院 無故失蹤 被蔣主任喂食未研製成功之Yaba3 因吃過量Yaba3致死 被埋屍於後山                                                                                      | 20       | 香港     | 已死亡       |
|        | 李耀明 | 晨光書院之學生 試毒之對象 無故失蹤 被蔣主任喂食未研製成功之Yaba3 因吃過量Yaba3致死 被埋屍於後山 | 20       | 香港     | 已死亡       |
|        | 女學生 | 晨光書院之學生 向凌風坦言事件始末 坦然想重投社會，重新做人 | 20       | 香港     |              |
|        | 男學生 | 晨光書院之學生 向凌風坦言事件始末 | 20       | 香港     |              |
|        | 男學生 | 晨光書院之學生 向凌風坦言事件始末 | 20       | 香港     |              |

#### 富商綁架及記者被殺案（第21-23集）
| 演員   | 角色   | 簡介                            | 出場集數 | 出現地區 | 角色最終狀況 |
| 車婉婉 | 沈子君 | 參見康家                        |          | 香港     | 已死亡       |
| 林嘉華 | 康嘉良 | 參見康家                        |          | 香港     | 已死亡       |
|        | 馬一未 | 政府法醫 為沈子君驗屍           |          | 香港     |              |
|        | 鍾先生 | 維港日報之總編輯                | 21       | 香港     |              |
|        | 王亦安 | 新輝煌企業之主席 在綁架案中逝世 |          | 香港     | 已死亡       |
| 梁健平 |        | 參見高桌會                      |          | 香港     |              |
|        | 勤 叔  | 王亦安之司機 知悉王亦安為假冒   | 21       | 香港     |              |

#### 影子殺手案（第22-24集）
| 演員   | 角色   | 簡介 | 出場集數 | 出現地區                 | 角色最終狀況 |
| 林嘉華 | 康嘉良 | 參見康家 |          | 香港                     | 已死亡       |
| 薛凱琪 | 簡文珊 | 參見警察 |          | 香港 · 马来西亚 · 匈牙利 |              |
| 菁瑋   | 金星   | 高桌會指使之殺手 打扮與簡文珊一模一樣 於第22集設局槍殺康嘉良 於第23集想槍殺簡文珊，被凌風阻止，並被其軟禁 於第24集被高桌會暗殺 | 22-24    | 香港                     | 已死亡       |

#### 高桌會調查案/特別行動小組（第23-36集）
| 演員   | 角色   | 簡介 | 出場集數 | 出現地區                 | 角色最終狀況 |
| 林嘉華 | 康嘉良 | 參見康家 |          | 香港                     | 已死亡       |
| 張智霖 | 凌 風  | 參見警察 |          | 香港 · 马来西亚 · 匈牙利 |              |
| 薛凱琪 | 簡文珊 | 參見警察 |          | 香港 · 马来西亚 · 匈牙利 |              |
| 郭政鴻 | 劉智輝 | 參見警察 |          | 香港                     |              |
|        | Colvin | 黑客 與康嘉良、凌風合作調查高桌會 於第24集登場，只有背影 於第25集原定會合凌風及簡文珊，卻被高桌會追蹤，通知凌風已逃到布達佩斯 只一直給予提示及證據予凌風及簡文珊，未有現身 原定為高桌會成員，後出賣高桌會 於第28集揭示被聶仁龍威逼交出晶片，後自殺 於第28集現真身 | 24-28    | 马来西亚 · 匈牙利        | 已死亡       |
| 朱鑑然 | 陳俊賢 | 參見警察 |          | 香港                     |              |
| 林家熙 | 阿 力  | 參見警察 |          | 香港                     |              |
| 陳少邦 | 大Dee  | 參見警察 |          | 香港                     | 已死亡       |
| 楊鴻俊 | 豪 仔  | 參見警察 |          | 香港                     |              |
| 麥少瑜 | 小 麗  | 參見警察 |          | 香港                     |              |
| 古天祥 | 阿 奇  | IT高手 於第31集被劉智輝引入特別行動小組，協助解開晶片之秘密 於第36集發現晶片中有後門程式，隱藏歐洲高桌會之犯罪證據 於第36集被聶仁龍派遣之殺手槍殺，並將證據交託凌風及簡文珊 參見警察                                                                              | 31-36    | 香港                     | 已死亡       |

### 其他角色
| 演員   | 角色     | 簡介                                                            | 出場集數 | 出現地區 | 角色最終狀況 |
| 何詠雯 | Cindy    |                                                                 |          | 香港     |              |
| 何慶輝 | 楊偉強   |                                                                 |          | 香港     |              |
| 張沛樂 | Jenny    |                                                                 |          | 香港     |              |
| 劉沛蘅 | 巧 佩    |                                                                 |          | 香港     |              |
| 古天祥 | 阿 奇    |                                                                 |          | 香港     |              |
| 陳思齊 | Jennifer | 簡文珊及唐可如之好友 Barry之前女友 未婚夫為馬來西亞華人、丹斯里 | 14       | 香港     |              |

## 記事
- 2018年10月3日：本劇於14:00在九龍香港麗思卡爾頓酒店Diamond Room II舉行劇集記者發佈會[5]。

## 每集列表
| 集數 | 標題           | Viu OTT平台首播日期 | 備註   |
| ---- | -------------- | ------------------- | ------ |
| 01   | 四面埋伏       | 2018年9月22日       |        |
| 02   | 逃亡開始       | 2018年9月23日       |        |
| 03   | 一線之差       | 2018年9月24日       |        |
| 04   | 交易           | 2018年9月25日       |        |
| 05   | 洗脫嫌疑       | 2018年9月26日       |        |
| 06   | 卧底計劃       | 2018年9月27日       |        |
| 07   | 危險的Plan B   | 2018年9月28日       |        |
| 08   | 運毒入監獄     | 2018年9月29日       |        |
| 09   | 居禮夫人       | 2018年9月30日       |        |
| 10   | 黑吃黑         | 2018年10月1日       |        |
| 11   | 諸事不順       | 2018年10月2日       |        |
| 12   | 守門人         | 2018年10月3日       |        |
| 13   | 所謂的底線     | 2018年10月4日       |        |
| 14   | 不同的世界     | 2018年10月5日       |        |
| 15   | 雙重間諜       | 2018年10月6日       |        |
| 16   | 不知怎樣再相信 | 2018年10月7日       |        |
| 17   | 摩天輪下的一吻 | 2018年10月8日       |        |
| 18   | 暗鬥角力       | 2018年10月9日       |        |
| 19   | 達叔失蹤       | 2018年10月10日      |        |
| 20   | 誰是黑警       | 2018年10月11日      |        |
| 21   | 回頭是岸       | 2018年10月12日      |        |
| 22   | 幕後勢力       | 2018年10月13日      |        |
| 23   | 錄音隱藏的秘密 | 2018年10月14日      |        |
| 24   | 逃亡之路       | 2018年10月15日      |        |
| 25   | 威脅           | 2018年10月16日      |        |
| 26   | 可疑人物       | 2018年10月17日      |        |
| 27   | 解謎           | 2018年10月18日      |        |
| 28   | 破解晶片       | 2018年10月19日      |        |
| 29   | 毒癮發作       | 2018年10月20日      |        |
| 30   | 配方的下落     | 2018年10月21日      |        |
| 31   | 幕後操控       | 2018年10月22日      |        |
| 32   | 奪取解藥       | 2018年10月23日      |        |
| 33   | 執著           | 2018年10月24日      |        |
| 34   | 光明很快到來   | 2018年10月25日      |        |
| 35   | 暗語           | 2018年10月26日      |        |
| 36   | 終極槍戰       | 2018年10月27日      | 大結局 |

## 製作團隊
| 崗位           | 姓名                                                                                           |
| -------------- | ---------------------------------------------------------------------------------------------- |
| 總監製         | 梁家樹                                                                                         |
| 總導演         | 洪金潑                                                                                         |
| 總編審         | 歐冠英                                                                                         |
| 導演           | 曾敏珊、黃汝樂                                                                                 |
| 執行導演       | 陳賢俊                                                                                         |
| 第一副導演     | 阮瑞峰、梁裕德                                                                                 |
| 副導演         | 江頌怡、梁詠珊、張淑玲                                                                         |
| 編審           | 謝國信、京城四少                                                                               |
| 編劇           | 謝國信、京城四少、姜博洋、楊牧天、曾柏健、彭曉茵、因夏、蔣嘉昕、陳兆禧、陳賢俊                 |
| 出品人         | 林建岳、楊偉東                                                                                 |
| 總發行人       | 余衛明                                                                                         |
| 總製片人       | 葉得、丁恆、劉羚                                                                               |
| 執行制片人     | 羅婉霞                                                                                         |
| 聯合監製       | 戴瑋、楊振、張國偉、郭靜怡、時婷、珈偌、張珺瑋、湯晨                                           |
| 執行監製       | 陳德修                                                                                         |
| 聯合策劃       | 呂倩娜、熊陶、孟釗、楊思遠、李樺                                                               |
| 統籌           | 王穎、吳慧珊、黃升愷、張璐勁                                                                   |
| 製片           | 區文懿                                                                                         |
| 助理製片       | 黃子倫、黃祉鈞、馮秀堅、鐘家銘                                                                 |
| 攝影指導       | 胡衡泰、李旨溢、冼偉雄                                                                         |
| 攝影師         | 曾玉枚、曾劍峰、黃怡海                                                                         |
| 攝影助手       | 周康年、鄭恆基、黃志偉、張振成、陳煒坤                                                         |
| 攝影助理       | 林立祺、趙文峰、文浩、黎銘強、陳嘉謙、何政熹、何錦鈞、高秉聖、林佑石、陳鵬傑、梁兆麟、容永江   |
| 燈光師         | 趙雄安、陳維江、楊德偉                                                                         |
| 燈光助手       | 余健文、吳世全、梁偉明                                                                         |
| 燈光助理       | 蔡峰、李卓悅、李保林、吳潤強、謝健維、陳梓佑、吳偉傑、陳洺浠                                   |
| 錄音師         | 練文明、黎駿強                                                                                 |
| 錄音助理       | 趙駿強、陳晉彥、盧凱琪                                                                         |
| 美術指導       | 馮淑芬、江舜恆                                                                                 |
| 助理美術       | 林美兒、黃皓蓉、許詠斯、林錦濠、呂凝芝、張瑞雯、卓曉君、司珮瑜、黃雋灝、廖詠雅、謝瑩茜、陳敏怡 |
| 道具領班       | 張冠華                                                                                         |
| 道具組         | 彭國靖、黃光達、鐘永祥、翁兆康、趙家興、蘇致輝、陳君政、黃潤東、陳茵婷                         |
| 服裝指導       | 植慧珊                                                                                         |
| 服裝助理       | 鄒文芬、袁佩珍、黃雪瑩、倫詩喬                                                                 |
| 服裝管理       | 何燕珍、余燕珍、廖凱盈、蔡美玉                                                                 |
| 化妝師         | 吳婉芬、胡燕、黃亮婷、彭升裕                                                                   |
| 髮型師         | 廖海明、陳鎮祺、馮永輝、羅文傑                                                                 |
| 動作指導       | 黃劍偉                                                                                         |
| 副動作指導     | 陳健榮、梁盛熊                                                                                 |
| 武術組         | 陳嘉亮、鐘偉傑、陳竹音、胡嘉盈、何珮珉、陳少華、姜國華、李振斌、曾仲元                         |
| 劇務           | 趙志誠、林克                                                                                   |
| 場務           | 劉志堅、羅偉光、羅德泉、黎松發、林國偉、陳景輝                                                 |
| 劇照           | 江湶                                                                                           |
| 製作特輯       | 江湶                                                                                           |
| 後期統籌       | 陳賢俊、江頌怡                                                                                 |
| 剪接指導       | 王育明                                                                                         |
| 剪接師         | 何俊謙、李啟浩、區燕琪、張海珊                                                                 |
| 剪接助理       | 李文杰、林偉達                                                                                 |
| 數字影像技師   | 張梓祐、唐俊賢                                                                                 |
| 片頭及片尾設計 | 管秀茹                                                                                         |
| 配樂指導       | 钟嘉欣                                                                                         |
| 國粵語配音總監 | 丁羽                                                                                           |
| 國語配音領班   | 張藝                                                                                           |
| 粵語配音領班   | 黃婉芬                                                                                         |

## 争议
在该剧第33集的一个镜头中，主人公破案在骨灰盒中寻找案件的线索，每个骨灰盒上都贴了死者的遗像，但其中一个写有“冯公葉添龍靈龕”的骨灰盒龛位上竟然出现著名笑星赵本山的照片，引发热议。2018年10月31日，《蝕日風暴》通过微博向赵本山及观众道歉。

## 外部連結
- 豆瓣电影上《蝕日風暴》的資料 （简体中文）

| Astro華麗台、Astro華麗台HD 星期一至五 21:30－22:30 時段                   | Astro華麗台、Astro華麗台HD 星期一至五 21:30－22:30 時段 | Astro華麗台、Astro華麗台HD 星期一至五 21:30－22:30 時段 |
| ------------------------------------------------------------------------- | ------------------------------------------------------- | ------------------------------------------------------- |
|                                                                           | 蝕日風暴 （2018-09-24－2018-11-12）                     |                                                         |
| 迷 （2018-08-09－2018-09-19）使徒行者 臥底遊戲 （2018-09-20－2018-09-21） | 同盟 （2018-11-13－2018-12-20）                         |                                                         |

| 新加坡 HUB娛家戲劇台 劇集首映 星期一至五 20:00 - 21:00 | 新加坡 HUB娛家戲劇台 劇集首映 星期一至五 20:00 - 21:00 | 新加坡 HUB娛家戲劇台 劇集首映 星期一至五 20:00 - 21:00 |
| ------------------------------------------------------ | ------------------------------------------------------ | ------------------------------------------------------ |
|                                                        | 蝕日風暴 （2018-10-26 - 2018-12-14）                   |                                                        |
| 扶搖 （2018-7-26 - 2018-10-25）                        | 鬥破蒼穹 （2018-12-17 - 2019-02-15）                   |                                                        |

| 新加坡 新传媒U频道 亚洲最HIT戏剧 星期一至五 22:00 - 23:00 · （电视播出华语版，电视台网站 www.mewatch.sg 提供华粤双语版本） | 新加坡 新传媒U频道 亚洲最HIT戏剧 星期一至五 22:00 - 23:00 · （电视播出华语版，电视台网站 www.mewatch.sg 提供华粤双语版本） | 新加坡 新传媒U频道 亚洲最HIT戏剧 星期一至五 22:00 - 23:00 · （电视播出华语版，电视台网站 www.mewatch.sg 提供华粤双语版本） |
| --- | --- | --- |
| | 蝕日風暴 （2020-06-12 － 2020-07-31） PG13                                                                                 | |
| 再创世纪 （2020-04-23 － 2020-06-11）                                                                                      | 靠近我，抱住我 （2020-08-03 － 2020-09-01）                                                                                | |

| 新加坡 HUB都会台 星期一至五 22:30 - 23:30 | 新加坡 HUB都会台 星期一至五 22:30 - 23:30 | 新加坡 HUB都会台 星期一至五 22:30 - 23:30 |
| ----------------------------------------- | ----------------------------------------- | ----------------------------------------- |
|                                           | 蝕日風暴 （2021年1月4日－2021年2月28日)   |                                           |
| 再创世纪 （2020年11月18日－2021年1月1日)  | —                                         |                                           |

| 新加坡 新传媒8频道 星期一至五 23:00 - 00:00 · （若当天《晚间新闻》因国会相关资讯而延长播报时间，则顺延至 23:15 - 00:15） | 新加坡 新传媒8频道 星期一至五 23:00 - 00:00 · （若当天《晚间新闻》因国会相关资讯而延长播报时间，则顺延至 23:15 - 00:15） | 新加坡 新传媒8频道 星期一至五 23:00 - 00:00 · （若当天《晚间新闻》因国会相关资讯而延长播报时间，则顺延至 23:15 - 00:15） |
| --- | --- | --- |
| | 蚀日风暴 （2022年2月10日—2022年3月31日）                                                                                 | |
| 赘婿 （2021年12月17日—2022年2月9日）                                                                                     | 法证先锋IV （2022年4月1日—2022年5月12日）                                                                                | |

| 香港 香港開電視→HOY TV 星期一至五 21:30 - 22:30 | 香港 香港開電視→HOY TV 星期一至五 21:30 - 22:30 | 香港 香港開電視→HOY TV 星期一至五 21:30 - 22:30 |
| ----------------------------------------------- | ----------------------------------------------- | ----------------------------------------------- |
|                                                 | 蝕日風暴 （2022年10月17日－2022年12月5日）      |                                                 |
| 上陽賦 （2022年7月25日－2022年10月14日）        | 風起霓裳 （2022年12月7日－2023年2月7日）        |                                                 |